# Максимович Іван
Іван Максимо́вич (1679, Пирятин — 1745) — український живописець.
З архівних джерел відомо про його ранні настінні у Золотоніському, Мгарському та Переяславському монастирях. Після 1718 року переїхав до Києва, де очолив Лаврську іконописну майстерню. Його розписи в Успенському соборі Києво-Печерської лаври не збереглися.